# Marta Bożyk
Marta Bożyk (ur. 1973) – polska artystka sztuk wizualnych, graficzka, twórczyni witraży. 

## Życiorys
W latach 1993–1998 studiowała na Wydziale Grafiki Akademii Sztuk Pięknych w Krakowie. W 1998 obroniła z wyróżnieniem dyplom pt. Ręce w pracowni prof. Zbigniewa Lutomskiego, za który otrzymała Medal Rektora. W 2013 uzyskała stopień doktora sztuk pięknych na tym samym wydziale za rozprawę doktorską pt. Dotyk – inspiracja niezwykłymi kobietami, której promotorem był prof. Bogdan Miga. Od 2005 pracuje na stanowisku adiunkta na Wydziale Grafiki ASP w Krakowie, w latach 2019-2020 członkini Rady Uczelni tamże.
Zajmuje się grafiką artystyczną, głównie drzeworytem, linorytem oraz mokuhangą. Autorka cykli graficznych, m.in.: Ręce (1998), Dotyk (2014), Historie miłosne (2015), cykl pejzaży (od 2016), Kwiaty (2017).
Kuratorka oraz koordynatorka projektów artystyczno-badawczych, m.in.: 2018-20 Nature is My Homeland (w ramach NAWA), 2019-20 Mokuhanga (grant DUN). 
Wzięła udział w licznych wystawach zbiorowych, m.in.: Book-Art object 4, Museum of Applied Art Belgrade, Serbia, 2020, Rzeczywistość i jej wariacje, Reykjanes Art Museum, kurator Jan Fejkiel, 2019, Tokyo International Mini-Print Triennial Tama Art University Museum, Tokyo, Japonia, 2018, 18e Biennale Internationale de la Gravure de Sacrelles, wystawa grafik wykonanych podczas „Graficznej kolonii - Sicevo The Gallery of Contemporary Fine Art Niš, Niš, Serbia, 2017, 5th International Printmaking Competition of Istanbul, CKM - Caddebostan Kultur Markez, kurator Richard Noyce, Turcja, 2016, Triennale Grafiki Polskiej, Muzeum Śląskie, Katowice, 2015, Udział w Imago Mundi Fundacja Benettona - międzynarodowa kolekcja obrazów małego formatu MAP OF THE NEW ART - Fondazione Giorgio Cini i Fundacja Benettona, Venice, Italy, 2015, Visible / Invisible. Jan Fejkiel Gallery Collection. XXI Sztuka: Contemporary Art from Poland, Turchin Center for the Visual Arts w Boone, Stany Zjednoczone, 2012 i innych.
Współzałożycielka Grupy 13 – kobiet graficzek.

## Wystawy indywidualne
- 2019-20 Washi no fushigi. Tajemnica papieru (Ewa Rosiek-Buszko, Marta Bożyk, Małgorzata Malwina Niespodziewana), Muzeum Sztuki i Techniki Japońskiej „Manggha”, Kraków[4], Muzeum Papiernictwa w Dusznikach Zdroju, Mino Washi Paper Museum, Japonia, Yoshida Kobo Studio Suzuki House Mino Cultural Hall, The Museum of Fine Arts, Gifu, Japonia[5]
- 2019 Grafiki Marty Bożyk, Wojewódzka Biblioteka Publiczna w Krakowie
- 2018 Landscapes, galeria Art + Design Missouri State University w Springfield, Stany Zjednoczone[6]
- 2019 Prezentacja grafik podczas całodziennego spotkania z cyklu Świat Turowicza zatytułowane „Kultura i polityka”, Dwór w Goszycach
- 2018 Prezentacja grafik, galeria LA Central podczas Konferencji Impact 2018, Santander, Hiszpania[7]
- 2018 Kwiat, Jan Fejkiel Gallery, Kraków[8]
- 2018 Skryte v kvetinah Marta Bożyk, Aleksandra Banaś, Magda Chmielek Botanická zahrada hl. m. Prahy, Praga, Czechy
- 2018 Marta Bożyk A-I-R, Pracownia Kompozycji, Koszarowa 19, ASP Katowice
- 2018 Dodir (17 grafik), Narodnij Muzej Leskovac, Serbia
- 2017 Grafiki Marty Bożyk, Galeria R Wydziału Rzeźby na ASP w Krakowie
- 2017 Tylko ty wystawa grafik miłosnych w Galerii Dwa Okna, Kraków
- 2017 Power of emotions (Snaga emocija), Galeria KNU Zaduzbina Ilije M. Kolaraca, kurator prof. Dimitrije Pecic, Belgrad, Serbia[9]
- 2017 Czarny Kwiat, Dworek Kościuszków na terenie Ogrodu Botanicznego UMCS Lublin
- 2017 48 grafik, Dwór Karwacjanów, Gorlice
- 2016 Grafika, Galeria Balkan Bridge, Kragujevac, Serbia[10]
- 2016 Dodir, Zavicajni Muzej Petrovac, Serbia, kuratorzy: Dimitrije Pecic, Milica Ilic
- 2016 Pejzaże północy, cykl linorytów, Fundacja Current Art Space, Messier 42, przestrzeń ThetaC, Kraków
- 2016 Dotyk oraz historie miłosne, Opengallery, Monika Krupowicz, Szczecin
- 2015 Antidotum, Stolarska/Krupowicz gallery, Warszawa
- 2014 Dotyk wystawa grafik doktorskich w Jan Fejkiel Gallery, Kraków[11]; Dotyk pokaz grafik doktorskich, Wojewódzka Biblioteka Publiczna w Olsztynie Historie miłosne, instalacja graficzna, galeria Cafe Dym, Kraków
- 2013 Grafiki Anna Sadowska i Marta Bożyk, Loft – Wasabi Club, Szczecin
- 2010 Dream, Ferguson Gallery, The University of Alabama Tuscaloosa, Stany Zjednoczone
- 2008 Retrospekcja, wystawa linorytów Ośrodek Kultury im. C.K. Norwida Nowa Huta, Kraków
- 2006 Intymność, wystawa grafiki, Galeria Bielak, Kraków
- 2004 Cykle, Wyższa Szkoła Zarządzania, Kraków
- 2003 Prints, Konsulat Republiki Słowackiej, Kraków
- 2003 Linie, Jan Fejkiel Gallery, Kraków[12]
- 2003 Mała obiekty i linoryty, wystawa towarzysząca MTG, Cafe Dym, Kraków
- 2002 Drzeworyty i Linoryty, Galeria Gotodo, Nagoya, Japonia
- 1998 Nie tylko ręce, grafiki i obiekty świetlne, Galeria M, Kraków
- 1999 Świetlne grafiki, pokaz obiektów, kawiarnia Dym, Kraków
- 1994 wystawa malarstwa i pasteli, Klub Śródpole, Kraków

## Realizacje witraży w Polsce
- 2009 Warszawa, projekt i realizacja 10 witraży w Kościele NMP w Warszawie, Nowe Miasto
- 2010 Świnoujście, projekt i realizacja witraży w Kościele Bł. M. Kozala, MB Fatimska /2 okna/, 3 ronda: Wiara, Nadzieja, Miłość, Kardynał Stefan Wyszyński, Papież Jan Paweł II
- 2011 Brzesko Szczecińskie k/Pyrzyc projekt i realizacja Madonna /Mater Dei Memento Mei/, witraż do zakrystii z ks BOP Wilhelmem Plutą, małe okno z Papieżem JPII, św. Józef, biskup Otto I
- 2014/2015 Chojnik Kościół Chrystusa Króla – 4 witraże (św. Faustyna, św. Jan Paweł II, kardynał S. Wyszyński, bł. J. Popiełuszko)
- 2015 Poznań, rekonstrukcja 7 witraży na klatce schodowej do kamienic przy ul. Zacisze 3, Zacisze 3a, Krasińskiego 4, 4a Lutkówka pod Warszawą 2 witraże dla Kościoła pod wezwaniem św. Rocha (św. Jan Paweł II, św. Roch)
- 2017 Lutkówka kościół, 8 witraży: św. Roch, św. Antoni, św. Krzysztof, św. Cecylia, św. Wiktoria, św. Wojciech, św. Juda Tadeusz, Bł Zbigniew i Michał – polscy męczennicy z Peru.

## Nagrody
- 2018 3 nagroda, 1st International Art Biennial‚ ARTiJA Works on paper and of paper, The Memorial Park, Kragujevac, Serbia
- 2011 Purchase Prize na The 16th Space International Print Biennial, OCI Museum of Art, Korea,
- 2011 Medal ZPAP 2011 za dzieło graficzne „Odpoczywający“
- 2009 Equal Prize na International Triennial of Graphic Art Bitola Macedonia
- 2008 Nagroda za Grafikę miesiąca ZPAP Nagroda za technikę na 13th International Biennial Print Exhibition, Taizhong, Tajwan
- 2007 Stypendium oraz artist residence, Regional Print Center, Wrexham, Wales, UK
- 2002 Nagroda prywatna prof. Janiny Kraupe Świderskiej
- 2002 Nominacja do konkursu im. D. Chodowieckiego w Sopocie
- 2001 Stypendium Mera Miasta Mino „Artist in Residence” 2001, Japonia
- 2000 II Nagroda Konfrontacje Najmłodszych Artystów z Krakowa, Myślenice Stypendium Twórcze Miasta Krakowa
- 1998 I Nagroda za rysunek, Wydział Grafiki ASP, fundator nagrody firma Cezex Co, Ltd.